# Plan- och bygglagen
Plan- och bygglagen, (PBL) är en lag i Sverige som reglerar planläggningen av mark, vatten och byggande. PBL innehåller bland annat bestämmelser som gör alla kommuner skyldiga att upprätta en översiktsplan för hela kommunen. Lagen innehåller också föreskrifter om detaljplaner, bygglov, tillsyn, "svartbyggen" och byggnadsnämndernas verksamhet. Lagen trädde i kraft 2 maj 2011 och ersatte då den äldre Plan- och bygglagen 1987:10 (ÄPBL).
I PBL, PBF, BBR och EKS finns statens minimikrav på det som byggs.

## Historik
Regeringen Persson tillsatte en kommitté för att se över lagen. Kommittén presenterade i september 2005 utredningen SOU 2005:77 med förslag till ny PBL.
Enligt förslaget skulle bygglovplikten utvidgas. Undantagen för jordbruksfastigheter och för byggnader utanför detaljplan skulle avskaffas. Å andra sidan föreslogs större möjligheter att bygga utan bygglov, så kallade friggebodar. Systemet med två separata prövningar, en för bygglov och en för byggtillsyn, föreslogs avskaffat. 
Regeringen Reinfeldt lade i maj 2007 fram ett förslag som tog upp delar av kommitténs förslag. Enligt förslaget skulle bland annat ytan för friggebodar och skärmtak ökas till 15 m², sanktionsavgifterna vid svartbyggen höjas och längsta tiden för tidsbegränsade bygglov sänkas till 10 år. Miljöorganisationer föreslogs få möjlighet att överklaga vissa detaljplaner. Ändringarna antogs av riksdagen den 5 december 2007 och började gälla från den 1 januari 2008.
Regeringen ansåg att kompetensen inom tillämpningen av PBL borde höjas och lanserade därför en kompetenssatsning under 2008-10. Målgruppen för åtgärderna är i första hand länsstyrelserna, men även andra statliga myndigheter berörs.
Den 21 juni 2010 beslöt riksdagen att anta en ny Plan- och bygglag efter framlagd proposition 2009/10: 170 "En enklare plan- och bygglag".
Plan- och bygglagen (2010:900) trädde i kraft den 2 maj 2011.
Länsstyrelsen har tillsyn över plan- och byggnadsväsendet i länet och ska samverka med kommunerna i deras planläggning. Boverket har den allmänna uppsikten över plan- och byggnadsväsendet i riket.

## Egenkontroll
Se artiklarna Kontrollansvarig enligt PBL, Dimensioneringskontroll enligt EKS, Sakkunnig enligt PBL samt avsnittet om egenkontroll enligt plan- och bygglagen i artikeln om egenkontroll.

## Problem med plan- och bygglagen
Om problem och hur det fungerar med plan och bygglagen skriver Boverket i Rapport 2013:16 Plan- och bygglagen i praktiken 2012.